# Satellite Award du meilleur montage
Le Satellite Award du meilleur montage (Satellite Award for Best Editing) est une distinction cinématographique américaine décernée depuis 1997 par The International Press Academy, récompensant les meilleurs monteurs de l'année.

## Palmarès
Note : les gagnants sont indiqués en gras.

### Années 1990
- 1997 : Independence Day – David Brenner
  - Fargo
  - Mission impossible (Mission : Impossible)
  - Le Patient anglais (The English Patient)
  - Roméo + Juliette (William Shakespeare's Romeo + Juliet)

- 1998 : Titanic
  - Air Force One
  - Amistad
  - Boogie Nights
  - L.A. Confidential

- 1999 : Il faut sauver le soldat Ryan (Saving Private Ryan)
  - Beloved
  - Pleasantville
  - Shakespeare in Love
  - La Ligne rouge (The Thin Red Line)

### Années 2000
- 2000 : Sixième Sens (The Sixth Sense)
  - American Beauty
  - Buena Vista Social Club
  - Révélations (The Insider)
  - Sleepy Hollow
  - Le Talentueux Mr Ripley (The Talented Mr. Ripley)

- 2001 : Treize jours (Thirteen Days)
  - Tigre et Dragon (臥虎藏龍)
  - Gladiator
  - Mission impossible 2 (Mission: Impossible 2)
  - Traffic

- 2002 : Le Seigneur des anneaux : La Communauté de l'anneau (The Lord of The Rings: The Fellowship of the Ring)
  - Le Fabuleux Destin d'Amélie Poulain
  - Un homme d'exception (A Beautiful Mind)
  - Harry Potter à l'école des sorciers (Harry Potter and the Philosopher's Stone)
  - Moulin Rouge (Moulin Rouge!)

- 2003 : Gangs of New York
  - Adaptation
  - Insomnia
  - Le Seigneur des anneaux : Les Deux Tours (The Lord of the Rings: The Two Towers)
  - Photo Obsession (One Hour Photo)

- 2004 : Le Dernier Samouraï (The Last Samurai)
  - House of Sand and Fog
  - Le Seigneur des anneaux : Le Retour du roi (The Lord of the Rings: The Return of the King)
  - Master and Commander : De l'autre côté du monde (Master and Commander: The Far Side of the World)
  - Mystic River
  - Pur Sang, la légende de Seabiscuit (Seabiscuit)

- 2005 (janvier) : Collatéral (Collateral)
  - Aviator (The Aviator)
  - Closer, entre adultes consentants (Closer)
  - Les Désastreuses Aventures des orphelins Baudelaire (Lemony Snicket's A Series of Unfortunate Events) – Dylan Tichenor
  - Le Secret des poignards volants (十面埋伏)
  - Spider-Man 2

- 2005 (décembre) : Le Secret de Brokeback Mountain (Brokeback Mountain)
  - Crazy Kung Fu (功夫)
  - Good Night and Good Luck
  - La Guerre des mondes (War of the Worlds) – Michael Kahn
  - Jarhead : La Fin de l'innocence (Jarhead)
  - Sin City

- 2006 : X-Men : L'Affrontement final (X-Men: The Last Stand)
  - Babel
  - Dreamgirls
  - Mémoires de nos pères (Flags of Our Fathers)
  - Miami Vice : Deux flics à Miami (Miami Vice)

- 2007 : American Gangster
  - La Vengeance dans la peau (The Bourne Ultimatum)
  - Les Promesses de l'ombre (Eastern Promises)
  - The Lookout
  - No Country for Old Men
  - La Môme

- 2008 : Iron Man
  - Australia
  - The Dark Knight : Le Chevalier noir (The Dark Knight)
  - Frost/Nixon
  - Quantum of Solace
  - Slumdog Millionaire

- 2009 : Démineurs  (The Hurt Locker)
  - 2012
  - It Might Get Loud
  - Les Trois Royaumes (赤壁)
  - Nine

### Années 2010
- 2010 : La Beauté du geste (Please Give)
  - Inception
  - The Social Network
  - Shutter Island
  - The Town
  - Unstoppable

- 2011[1] : L'Irlandais (The Guard)
  - The Descendants
  - Drive
  - Shame
  - Cheval de guerre (War Horse)

- 2012[2] : Happiness Therapy (Silver Linings Playbook) – Jay Cassidy
  - Cloud Atlas – Alexander Berner
  - Flight – Jeremiah O'Driscoll
  - Les Misérables – Melanie Ann Oliver et Chris Dickens
  - The Sessions – Lisa Bromwell
  - Zero Dark Thirty – William Goldenberg et Dylan Tichenor

- 2014 : American Bluff (American Hustle)
  - Gravity
  - Prisoners
  - Rush
  - Twelve Years a Slave

- 2015 : La Planète des singes : L'Affrontement (Dawn of the Planet of the Apes) – Stan Salfas et William Hoy
  - American Sniper – Gary Roach et Joel Cox
  - Birdman – Douglas Crise et Stephen Mirrione
  - Boyhood – Sandra Adair
  - Fury – Dody Dorn et Jay Cassidy
  - Imitation Game (The Imitation Game) – William Goldenberg

- 2016 : Sicario – Joe Walker
  - Carol – Affonso Goncalves
  - Le Pont des espions (Bridge of Spies) – Michael Kahn
  - Seul sur Mars (The Martian) – Pietro Scalia
  - Spectre – Lee Smith
  - Steve Jobs – Elliot Graham

- 2017 : Tu ne tueras point – John Gilbert
  - Un jour dans la vie de Billy Lynn – Tim Squyres
  - The Birth of a Nation – Steven Rosenblum
  - La La Land – Tom Cross
  - Lion – Alexandre de Francheschi
  - Moonlight – Joi McMillon et Nat Sanders

- 2018 : La Planète des singes : Suprématie (War for the Planet of the Apes) – William Hoy et Stan Salfas
  - Baby Driver – Jonathan Amos
  - Les Heures sombres (Darkest Hour) – Valerio Bonelli
  - Dunkerque (Dunkirk) – Lee Smith
  - La Forme de l'eau (The Shape of Water)  – Sidney Wolinsky
  - Three Billboards : Les Panneaux de la vengeance (Three Billboards Outside Ebbing, Missouri) – Jon Gregory

- 2019 : Roma – Alfonso Cuarón
  - BlacKkKlansman : J'ai infiltré le Ku Klux Klan (BlacKkKlansman) – Barry Alexander Brown
  - First Man : Le Premier Homme sur la Lune (First Man) – Tom Cross
  - Si Beale Street pouvait parler (If Beale Street Could Talk) – Joi McMillon et Nat Sanders
  - A Star Is Born  – Jay Cassidy
  - Les Veuves (Widows) – Hans Zimmer

### Années 2020
- 2020 : Le Mans 66 – Andrew Buckland et Michael McCusker (en)
  - 1917 – Lee Smith
  - Joker – Jeff Groth
  - The Irishman – Thelma Schoonmaker
  - Marriage Story – Jennifer Lame
  - Rocketman – Chris Dickens

- 2021 : Les Sept de Chicago (The Trial of the Chicago 7) – Alan Baumgarten (en)
  - The Father – Yorgos Lamprinos
  - Mank – Kirk Baxter
  - Minari – Harry Yoon
  - Nomadland – Chloé Zhao
  - One Night in Miami – Tariq Anwar

- 2022 : Dune – Joe Walker
  - Belfast – Úna Ní Dhonghaíle
  - La Méthode Williams (King Richard) – Pamela Martin
  - Licorice Pizza – Andy Jurgensen
  - The Power of the Dog – Peter Sciberras
  - Tick, Tick... Boom! – Myron Kerstein et Andrew Weisblum

- 2023 : Everything Everywhere All at Once – Paul Rogers
  - Elvis – Jonathan Redmond et Matt Villa
  - The Fabelmans – Sarah Broshar et Michael Kahn
  - Tár – Monika Willi
  - Top Gun: Maverick – Eddie Hamilton
  - The Woman King – Terilyn A. Shropshire

- 2024 : Winter Break (The Holdovers) – Kevin Tent
  - Barbie – Nick Houy
  - Killers of the Flower Moon – Thelma Schoonmaker
  - Maestro – Michelle Tesoro
  - Oppenheimer – Jennifer Lame
  - Pauvres Créatures (Poor Things) – Yorgos Mavropsaridis

- 2025 : Dune, deuxième partie (Dune: Part Two) – Joe Walker
  - Anora – Sean Baker
  - The Brutalist – Dávid Jancsó
  - Conclave – Nick Emerson
  - Emilia Pérez – Juliette Welfling
  - Gladiator 2 – Sam Restivo et Claire Simpson